# F1 2019 (jogo eletrônico)
F1 2019 é um jogo eletrônico de corrida baseado na temporada de Fórmula 1 de 2019. O jogo é desenvolvido e publicado pela Codemasters e é o décimo segundo título da série Formula One desenvolvida pelo estúdio. O jogo foi anunciado pela Codemasters em 28 de março de 2019. O jogo será a décima primeira parcela da franquia, e contará com todos os vinte e um circuitos, vinte pilotos e dez equipes presentes na temporada de 2019. A Codemasters afirmou que o jogo estava em desenvolvimento há quase dois anos e o descreveu como "o lançamento mais ambicioso da história da franquia".

## Conteúdo
Apresenta todas as equipes oficiais, pilotos e todos os 21 circuitos da temporada de 2019. E vem com a inclusão da F2 com os jogadores sendo capazes de completar a Campeonato de Fórmula 2 da FIA de 2018 com os pilotos de George Russell, Lando Norris e Alexander Albon e da adição da temporada de 2019 após atualização do jogo.
Os jogadores poderão projetar uniformes - incluindo patrocinadores fictícios - para um carro 2019 genérico nos modos multiplayer.
O Jogo terá duas Edições: Legends Edition e Anniversary Edition.
Na Legends Edition comemora a maior rivalidade da história da F1, comece a pilotar com Ayrton Senna em seu McLaren MP4/5B de 1990 ou com Alain Prost na Ferrari F1-90, e enfrentam mais de 8 desafios de corrida, além de receber exclusivos uniformes de carros multiplayer com temas Senna e Prost.
Na Anniversary Edition será comemorada a décima edição do jogo de F1 da Codemasters, vem com dois carros clássicos da temporada de 2010; a Ferrari F10 de Fernando Alonso e Felipe Massa, e a McLaren MP4-25 de Lewis Hamilton e Jenson Button.
Lista de Carros Clássicos
- 2010 Red Bull RB6
- 2010 Ferrari F10 (apenas na Anniversary Edition)
- 2010 McLaren MP4-25 (apenas na Anniversary Edition)
- 2009 Brawn BGP 001
- 2008 McLaren MP4-23
- 2007 Ferrari F2007
- 2006 Renault R26
- 2004 Ferrari F2004
- 2003 Williams FW25
- 1998 McLaren MP4-13
- 1996 Williams FW18
- 1992 Williams FW14
- 1991 McLaren MP4/6
- 1990 McLaren MP4/5B (apenas na Legends Edition)
- 1990 Ferrari F1 641 (apenas na Legends Edition)
- 1988 McLaren MP4/4
- 1982 McLaren MP4/1
- 1979 Ferrari 312 T4
- 1978 Lotus 79
- 1976 Ferrari 312 T2
- 1976 McLaren M23
- 1972 Lotus 72D